# Där inga änglar bor
Där inga änglar bor är en roman av komikern och författaren Lasse Lindroth. Den handlar om Douglas som utsätts för rasism och mobbning. Boken är delvis självbiografisk då Lindroth ofta upplevde rasism i sitt vardagliga liv. Där inga änglar bor var Lasse Lindroths debut som författare.